# 圣克莱门特-萨塞瓦斯
桑特克利门特塞斯塞韦斯，是西班牙加泰罗尼亚赫罗纳省的一个市镇。总面积24平方公里，总人口408人（2001年），人口密度17人/平方公里。